# 741 (numero)
Settecentoquarantuno (741) è il numero naturale dopo il 740 e prima del 742.

## Proprietà matematiche
- È un numero dispari.
- È un numero composto con 8 divisori: 1, 3, 13, 19, 39, 57, 247, 741. Poiché la somma dei suoi divisori (escluso il numero stesso) è 379 < 741 è un numero difettivo.
- È un numero sfenico.
- È un numero fortunato.
- È un numero triangolare.
- È un numero intero privo di quadrati.
- È un numero congruente.
- È un numero palindromo  e un numero ondulante nel sistema di numerazione posizionale a base 20 (1H1).
- È un numero malvagio.
- È parte delle terne pitagoriche (285, 684, 741), (288, 741, 795), (580, 741, 941), (741, 988, 1235), (741, 1520, 1691), (741, 1540, 1709), (741, 2288, 2405), (741, 4788, 4845), (741, 7020, 7059), (741, 14440, 14459), (741, 21112, 21125), (741, 30500, 30509), (741, 91512, 91515), (741, 274540, 274541).

## Astronomia
- 741 Botolphia è un asteroide della fascia principale del sistema solare.
- NGC 741 è una galassia ellittica della costellazione dei Pesci.

## Astronautica
- Cosmos 741 è un satellite artificiale russo.